# Gilles Wach

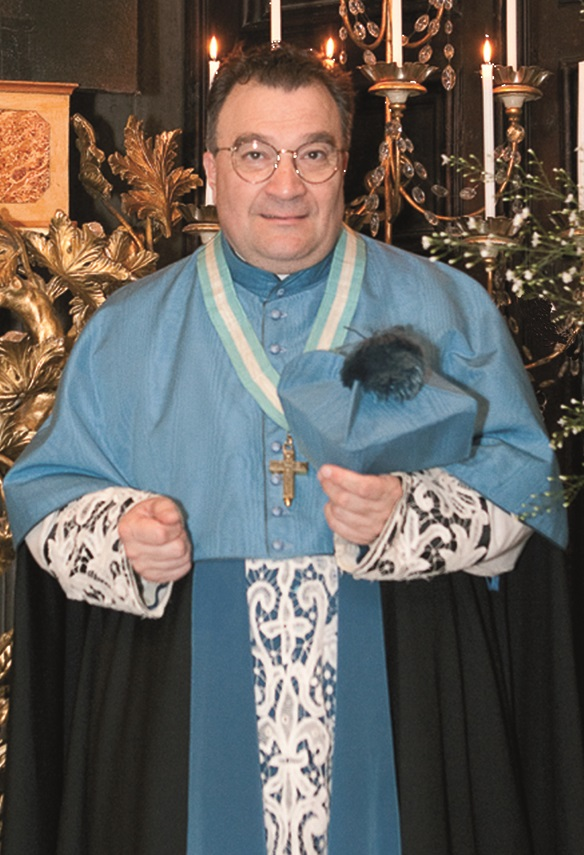
Gilles Wach

Wappen von Gilles Wach

Gilles Wach (* 26. November 1956 in Troyes) ist ein französischer römisch-katholischer Priester, Mitbegründer und Generalprior des Instituts Christus König und Hohepriester, einer traditionsverbundenen Gesellschaft apostolischen Lebens päpstlichen Rechts.

## Leben

### Ausbildung und Werdegang
Wach verbrachte seine Kindheit in Troyes als Sohn des Buchhalters Jacques Wach (1923–2014) und dessen Frau Simone geb. Guillot (1924–2014). Nach dem Abitur trat er in das Priesterseminar von Paray-le-Monial ein, absolvierte dort 1973 ein Ausbildungsjahr und wechselte anschließend in das Seminar des Erzbistums Genua. Hier begegnete Wach Philippe Mora, dem späteren Mitbegründer des Instituts Christus König und Hoherpriester. Am 29. Juni 1978 empfing Wach von Kardinal Giuseppe Siri die Diakonenweihe. Papst Johannes Paul II. spendete ihm und 87 weiteren Diakonen am 24. Juni 1979 im Petersdom die Priesterweihe; unter ihnen befand sich auch Philippe Mora. 1979 promovierte Wach am Angelicum mit einer Arbeit über die Pädagogik Franz von Sales zum Doctor theologiae. Ende der 1980er Jahre wurde er Mitglied des Opus Sacerdotale, einer traditionalistischen Priestervereinigung unter der Leitung von Abbé Pierre Lourdelet; sodann Mitbegründer Opus Sacerdotale in Moissac.

### Gründung des Instituts
Zwischen 1989 und 1995 wirkte Wach als Generalvikar des Bistums Mouila in Gabun. Am 1. September 1990 gründete Wach mit seinem Studienkollegen Philippe Mora das aus Säkularkanonikern bestehende Institut Christus König und Hohepriester, welches von Bischof Cyrill Obamba im Bistum Mouila kanonisch errichtet wurde. Auf Bitten Wachs verlieh Papst Benedikt XVI. am 7. Oktober 2008 der Gemeinschaft die Rechtsstellung einer Gesellschaft apostolischen Lebens päpstlichen Rechts.  Seit 2008 leitet Wach das Institut in dritter Amtszeit, nachdem er 2014 und zuletzt am 24. August 2020 für sechs Jahre wiedergewählt wurde. In Folge der karitativen Leistungen des Instituts in Gabun wurde Wach mehrfach ausgezeichnet.